# ویکتور سانیکیزه
ویکتور سانیکیزه (انگلیسی: Viktor Sanikidze؛ زادهٔ ۱ آوریل ۱۹۸۶) بازیکن بسکتبال اهل گرجستان است.